# Muangthong United

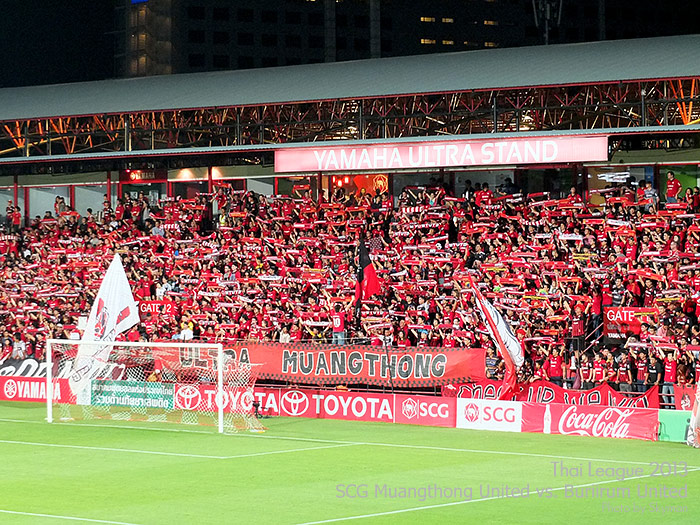
Fans van Muangthong United

Muangthong United Football Club (Thai:สโมสรฟุตบอลเมืองทอง ยูไนเต็ด) is een Thaise voetbalclub uit de stad Muang Thong Thani en eigendom van Siam Sport Syndicate en verscheidene andere particuliere investeerders. De club speelt sinds 2009 in de Thai League 1.
Muangthong United geldt als een van de rijkste voetbalploegen uit Thailand.

## Geschiedenis
Muangthong United werd opgericht in 1989 en is dus een relatief jonge club. Muang Thong bengelde jaren in de lagere divisies van Thailand en het eerste succes volgde pas in 2007, met promotie naar de tweede divisie in Thailand. Een jaar later volgde meteen het kampioenschap, waardoor Muangthong sinds 2009 actief is in de Thai Premier League, de hoogste divisie. Ook hier boekt de club meteen succes, want nog in datzelfde jaar kroonde Muanghtong United zich tot landskampioen. Ook anno 2010 doet het mee voor de titel.
In 2010 werd men reeds in de kwalificatieronde van de AFC Champions League uitgeschakeld. Hierdoor belandde de club in de AFC Cup, waar het tweede werd in de groepsfase en vervolgens Al-Rayyan en Al-Karamah te verslaan. Uiteindelijk werd het door de latere winnaar Al-Ittihad ut Syrië, uitgeschakeld.
In 2010 werd het landskampioen en speelde het de bekerfinale. Tevens wonnen ze de Supercup.

## Stadion
Muang Thong United speelt zijn thuiswedstrijden momenteel in het SCG-Stadion. Het heeft een redelijke grote capaciteit van 15.000 toeschouwers.

## Alliantie-clubs
Muang Thong werkt met verschillende clubs samen. Jeugdspelers en bankzitters worden uitgeleend aan Aziatische clubs, terwijl die clubs hun beste spelers afstaat aan Muang Thong zelf.
Sinds 22 januari 2011 heeft het ook een samenwerkingsverband met het Spaanse Atlético Madrid.
Muang Thong heeft met een vijftal clubs een samenwerkingsverband :
- Rajpracha FC
- Phuket FC
- Suphanburi FC
- Yadanabon FC
- Atlético Madrid

## Erelijst
Nationaal
- Thai League 1 (4): 2009, 2010, 2012, 2016
- Thai Division 1 League (1): 2008
- Regional League Division 2 (1): 2007
- Kor Royal Cup (1): 2010
- FA Cup (3): 2010, 2011, 2015
- League Cup (2): 2016, 2017
- Thailand Champions Cup (1): 2017

Internationaal
- Mekong Club Championship (1): 2017

## Bekende (ex-)spelers
- Yaya Soumahoro
- Siaka Dagno
- Christiane Kouakou
- Mohamed Koné
- Teerasil Dangda
- Teerathep Winothai
- Toni Kallio
- Robbie Fowler
- Adnan Barakat
- Jay Bothroyd
- Jajá Coelho
- Aly Cissokho

Ayutthaya United ·
Bangkok United ·
BG Pathum United ·
Buriram United ·
Chiangrai United ·
Chonburi FC ·
Kanchanaburi Power FC ·
Lamphun Warriors FC ·
Muangthong United ·
Nakhon Ratchasima FC ·
Port FC · 
PT Prachuap FC ·
Ratchaburi FC ·
Sukhothai FC ·
Rayong FC ·
Uthai Thani FC ·